# Montipora culiculata
Espèce
Montipora culiculata est une espèce de coraux appartenant à la famille des Acroporidae.